# Martin Kobler
Martin Kobler (Estugarda, 1953) é um diplomata alemão, que ocupou vários importantes postos ao serviço da Alemanha e na Organização das Nações Unidas.
Foi secretário da UNAMI (Missão de Assistência das Nações Unidas para o Iraque), da MONUSCO na República Democrática do Congo e é secretário da UNSMIL, a missão de paz da ONU para a Guerra Civil Líbia.
Kobler ocupou altos cargos no Serviço Exterior da Alemanha, incluindo o cargo de diretor geral de Cultura e Comunicação do Ministério de Relações Exteriores da Alemanha, assim como o de embaixador alemão no Iraque e no Egito. Também foi membro da representação alemã da Autoridade Nacional Palestiniana em Jericó.
Desempenhou os cargos de Chefe do Estado-Maior Adjunto do Ministro das Relações Exteriores, Joschka Fischer, entre 1998 e 2000 e Chefe do Estado-Maior entre 2000 e 2003.
Internacionalmente, Kobler foi o Vice-Representante Especial no Afeganistão de 2010 a 2011. Mais tarde, foi enviado especial ao Iraque nomeado pelo Secretário Geral das Nações Unidas Ban Ki-moon e chefe da Missão de Assistência das Nações Unidas para o Iraque (UNAMI na sigla em inglês) de outubro de 2011 a julho de 2013.
Durante o seu tempo no comando da UNAMI, a falta de proteção do campo de Ashraf, que abrigou mais de 3000 dissidentes iranianos da organização secular Organização dos Mujahidin do Povo Iraniano, foi controversa. Este foi constantemente atacado por tropas leais ao presidente xiita Nouri al-Maliki. Struan Stevenson, um ex-diplomata do Parlamento Europeu, acusou Kobler de covardia diante do governo iraquiano e responsabilizou-o diretamente pelo envio de seus residentes para outros campos mais inseguros, como o Camp Liberty.
Entre 2015 e 2017, assumiu a missão de paz das Nações Unidas para a Líbia, a UNSMIL, substituindo o diplomata espanhol Bernardino León. No contexto de uma guerra civil entre o Governo de Salvação Nacional e a Câmara dos Representantes da Líbia, a ONU projetou um Acordo de Governo Nacional, ratificado pelos negociadores de ambos os lados, mas por nenhum de seus respetivos parlamentos. Kobler enfrentou uma situação de bloqueio político e institucional e de violência armada, também marcada pela presença de grupos terroristas jihadistas, como o Estado Islâmico.